# Царенко, Максим Владимирович
Максим Владимирович Царенко (укр. Максим Володимирович Царенко; род. 24 января 1975, Слуцк, Минская область) — украинский журналист, винничанин, спасший в 1995 году 10 детей.

## Биография
Родился 24 января 1975 года в городе Слуцк Минской области.
Летом 1995 года Максим Царенко, студент IV курса Винницкого государственного педагогического института, был отрядным вожатым оздоровительного лагеря «Алые паруса» (г. Евпатория). 22 июня он заступил на дежурство. Заметив незнакомца, бросающего подожжённый пакет в спальню девочек на первом этаже, забежал в помещение и увидел взрывное устройство с догорающим бикфордовым шнуром на кровати одной из девочек. Не колеблясь, Максим вынес устройство, но уже за пределами комнаты оно взорвалось у него прямо в руках. В результате взрыва Максим потерял руку и получил тяжёлые повреждения.
После лечения продолжил учебу. В 1997 г. окончил с отличием исторический факультет Винницкого государственного педагогического института, в 2006 г. — аспирантуру. Несколько лет работал в образовании.
В настоящее время профессионально занимается журналистикой. Член Национального союза журналистов Украины с 2002 г.

## Награды
- 23 августа 1995 года за исключительное личное мужество и героизм, смелые и решительные действия, проявленные при спасении детей в условиях, связанных с риском для жизни, награждён высшей в то время наградой Украины за мужество — знаком отличия Президента Украины — звездой «За мужество»[1] (звезда № 002).
- 7 февраля 1996 года указом Президента Российской Федерации награждён орденом Мужества[2] (знак ордена № 10316).